# Håkan Lindholm Doveson
Lars Håkan Franciskus Lindholm Doveson, född 26 februari 1976, är en svensk psykolog och psykoterapeut. Han är känd för att ha integrerat tolvstegsprogrammet med psykologisk teori i sin bok Konsten att bli fri – Psykologens guide till De tolv stegen.

## Biografi
Doveson är född och uppvuxen i Nyköping. Han utbildade sig till psykolog vid Umeå universitet 2000–2005 och vidareutbildade sig till psykoterapeut vid Linköpings universitet 2011–2014 med inriktning på relationell och interpersonell psykoterapi. Han har genomgått utbildningar i kognitiv beteendeterapi (KBT), psykodynamisk terapi, interpersonell psykoterapi (IPT) och mentaliseringsbaserad terapi. Doveson är specialist i klinisk psykologi.
Efter att ha arbetat vid en samtalsmottagning för unga vuxna i Nyköping samt inom barn- och ungdomspsykiatrin i Sörmland startade han 2019 en privat mottagning i Nyköping tillsammans med en KBT-terapeut och en psykiater. Han beskriver själv sin huvudsakliga psykoterapeutiska inriktning som relationell psykoanalytisk psykoterapi.
År 2022 publicerade Doveson boken Konsten att bli fri – Psykologens guide till De tolv stegen. I boken tolkar han tolvstegsprogrammet ur ett psykologiskt perspektiv och kopplar det till modern forskning och teorier inom psykologi. Han är enligt Psykologtidningen den första psykologen i Sverige att belysa de tolv stegen utifrån psykologisk teori.
Han har medverkat i avsnitt 425 av Ångestpodden med titeln Alkoholism och 12-stegsprogrammet, där han diskuterar tillfrisknande och psykologiska perspektiv på beroende.
Doveson har engagerat sig i problematiken med föräldraalienation (PA, Parental Alienation).

### Övrigt
Doveson har en bakgrund som musiker, där han har spelat i bluesband, arbetat som barpianist och varit keyboardist i coverbandet Peterson & the Sideburns. Han har varit revykapellmästare på Tjadden Hellströms Lilla Teatern i Norrköping.

## Familj
Håkan Lindholm Doveson har fyra barn, varav tre är enäggstrillingar. Han är gift med samtalsterapeuten Jenny Doveson.